# Veda's

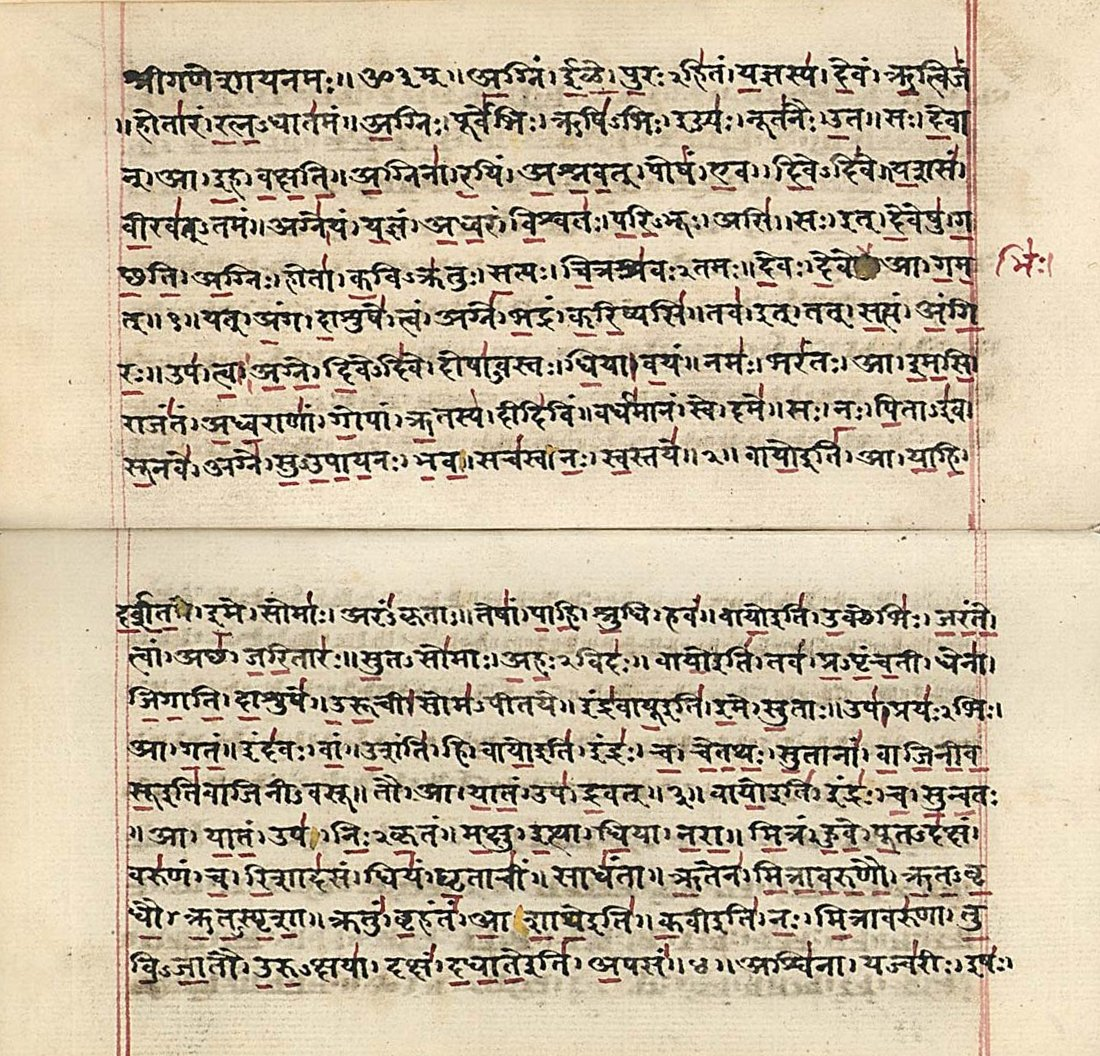
Een vroeg-19e-eeuws fragment van de Rigveda, geschreven in het Devanagarischrift

De Veda's (Sanskriet: वेद, veda, kennis) zijn de oudste en heiligste composities van het hindoeïsme, opgesteld in vedisch Sanskriet.:xv Zij behoorden tot een mondelinge traditie waarvan een deel na vele eeuwen op schrift is gesteld en onderdeel is geworden van de hindoegeschriften. Een belangrijk deel van de Indiase filosofie en veel van de religieuze sekten die tot het hindoeïsme gerekend worden, zijn gebaseerd op deze teksten.
De canon is onderverdeeld in vier Veda's, de Rigveda, de Atharvaveda, de Yajoerveda en de Samaveda en zijn verder onder te verdelen in Samhita's, Brahmana's, Aranyaka's en Upanishads. Het heeft echter eeuwenlang geduurd voordat deze canon werd vastgelegd. De composities kennen vele auteurs en redacteuren, behorende tot verschillende scholen (charana's) uit ver uiteenliggende gebieden, wat het tot een zeer complex geheel maakt.
Het woord veda is etymologisch verwant aan het werkwoord weten en betekent kennis. De Veda's zijn dan ook meer de gehele beschaving dan slechts een religie en bevatten ook religieuze hymnen, spirituele filosofie, een kosmologie en sociale en rituele voorschriften.
De studie van de Veda's is samen met yajna (offers) en voortplanting een centraal thema van dharma voor een tweemaal-geborene (dvija).
De Veda's worden beschouwd als shruti – wat wordt gehoord – wat wil zeggen dat deze composities niet afkomstig zouden zijn van mensen, maar aan zieners of rsi zijn geopenbaard. Dit in tegenstelling tot de smriti – wat wordt herinnerd – die wel een menselijke auteur hebben. Hindoes kennen daarom aan de Veda's een canonieke waarde toe, ze bevatten eeuwige, universele kennis en zijn geschonken aan de mensheid.

## Chronologie
De oudste van de vier Veda's is de Rigveda, geschreven in de meest archaïsche vorm van het Sanskriet. Voor de oudste delen hiervan wordt veelal een grove chronologie genomen van 1200-1000 v.Chr. of 1500-1000 v.Chr., maar schattingen hierover lopen uiteen.
Een eerste kader wordt gegeven door het vedisch Sanskriet, een Indo-Arische taal. Deze werd mogelijk voorafgegaan door de gereconstrueerde talen Proto-Indo-Iranisch en Proto-Indo-Europees (PIE). De datering van PIE stelt ook een grens aan de datering van het vedisch Sanskriet. Er is echter een reeks aan ontstaanstheorieën van het PIE, soms zelfs tot het 10e millennium v.Chr. teruggaand. Gezien de grote onzekerheid en het sterk speculatieve karakter van deze modellen, heeft Stefan Zimmer om terughoudendheid gevraagd bij dateringen voor het 3e millennium v.Chr.
De eerste schatting over de ouderdom van de Rigveda werd gedaan door Max Müller. Hij dacht Katyayana Vararuchi uit het twaalfde-eeuwse Kathasaritsagara van Somadeva te kunnen situeren in de tweede helft van de vierde eeuw v.Chr. omdat dit een minister was in het Nandarijk. Daarna stelde hij deze minister gelijk aan Katyayana, de auteur van diverse soetra's. Als gedachte-experiment stelde hij daarna voor om de grens voor de soetra tussen 600 en 200 v.Chr. te nemen. Voor de eerder geschreven brahmana's dacht hij dat deze tussen 800 en 600 v.Chr. opgesteld zouden kunnen zijn. Zo koos hij tussen 1000 en 800 v.Chr. voor de mantra's en tussen 1200 en 1000 v.Chr. voor de chanda's. Het arbitraire karakter van de 200 jaar per periode was al door Müller zelf aangegeven en werd al snel herhaald door anderen als Theodor Goldstücker, Jules Barthélemy-Saint-Hilaire, Horace Hayman Wilson, Georg Bühler, Hermann Jacobi en Moriz Winternitz. Müller zag de jaartallen dan ook vooral als bovengrens en zag ook 3000 v.Chr. nog als mogelijk toen Archibald Sayce in een oude Babylonische tekst het woord sindhu tegenkwam, wat overeen zou komen met de Indus.
Alfred Ludwig kwam in 1885 op basis van in de Rigveda genoemde zonsverduisteringen op een oudst mogelijke datum van 1300-1200 v.Chr. De meest extreme schatting situeert het ontstaan van de Rigveda in het zevende millennium v.Chr., zoals Bal Gangadhar Tilak in 1893 deed op basis van de stand van het sterrenbeeld Orion. Dit zou de Rigveda nog voor de Indusbeschaving situeren, waarmee de Indo-Arische migratie-theorie onhoudbaar zou worden. Dat zou betekenen dat de Ariërs inheems waren en deze out-of-India-theorie past goed binnen de ideeën van het hindoenationalisme. Rond het zevende millennium v.Chr. bevond het subcontinent zich nog in de steentijd, terwijl de Rigveda blijkens de tekst uit de kopertijd stamt.
Ook Jacobi kwam op basis van astronomische interpretaties tot een vroegere periode voor de Rigveda. Precessie van de aardas maakt dat de stand van de sterren in de loop der eeuwen verandert, iets wat teruggerekend kan worden. Om daar conclusies aan te kunnen verbinden, moet duidelijk zijn welk hemellichaam genoemd wordt en moet de genoemde positie voldoende nauwkeurig zijn. George Thibaut, William Dwight Whitney en Hermann Oldenberg kwamen al snel met weerleggingen. Whitney stelde dat er niets was wat erop wees dat de Indo-Ariërs de hemelbol dusdanig systematisch bestudeerden dat astronomische observaties in de Rigveda voldoende nauwkeurig waren om hier enige conclusies aan te verbinden. Dat zou tot gevolg hebben dat schattingen op basis van genoemde observaties meer dan een millennium uiteen konden lopen. Hierop volgde dan ook een discussie in hoeverre de Indo-Ariërs in staat waren om deze observaties voldoende nauwkeurig uit te voeren.
In 1906 vonden Hugo Winckler en Theodore Makridi het archief van Bogazköy uit het oude Hattusa. Een van de documenten betreft een verdrag tussen Shattiwaza van Mitanni en Suppiluliuma I van de Hettieten uit de veertiende eeuw v.Chr. waarin naast andere goden Mi-it-ra, U-ru-w-na, In-da-ra en Na-sa-at-ti-ia worden aangeroepen. In de Rigveda worden Mitra, Varuna, Indra en Nasatya genoemd, ook samen gegroepeerd. Jacobi zag hierin aanwijzingen dat zijn chronologie mogelijk was, maar Oldenberg kon zich ook in deze uitleg niet vinden. Een andere tekst uit dit archief ging over Kikkuli, een paardentrainer uit dezelfde periode. Hierin werden Indo-Arische termen gebruikt. De Rigveda zou desondanks ouder kunnen zijn dan deze teksten, maar zou dan lange tijd vrijwel onveranderd moeten zijn. Dit is mogelijk, het Akkadisch en het Chinees schrift zijn lange tijd relatief onveranderd gebleven als schrijftaal, maar is uitzonderlijk.
Parallellen tussen de Rigveda en de Iraanse Avesta in taal en cultuur zijn opmerkelijk groot. Aangezien Zarathustra de auteur zou zijn van het oudste deel van de Avesta, zou zijn datering kunnen helpen bij die van de Rigveda, maar ook de schattingen van wanneer hij heeft geleefd lopen wijd uiteen. Daarmee brengt de tekst de oplossing niet dichterbij, maar is het onderdeel van hetzelfde probleem. Ook de vermelding van de strijdwagen met spaakwielen in beide teksten brengt de oplossing niet dichterbij. Zo kunnen dateringen in het derde en begin van het tweede millennium niet uitgesloten worden.
De problematiek met het dateren van de Veda's betekent ook dat bij het reconstrueren van de geschiedenis van Zuid-Azië de nodige terughoudendheid in acht moet worden genomen. De periode van de Vedische tijd is dan ook geen vast gegeven.

## Overlevering

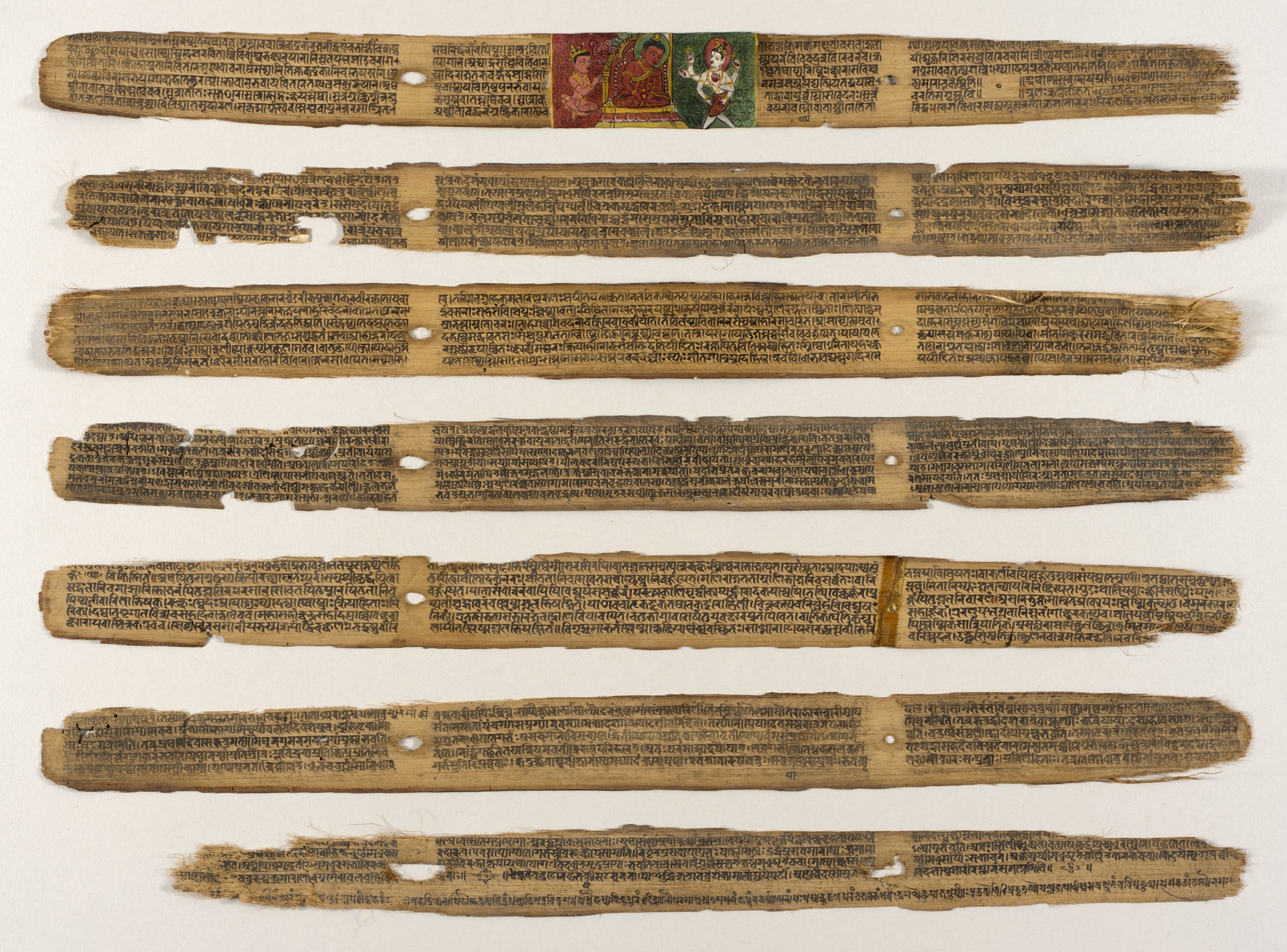
De Susruta-Samhita als palmbladmanuscript

De vroegst overgeleverde teksten van de Veda's zijn afkomstig uit de elfde eeuw, maar eerdere versies werden waarschijnlijk vanaf 500 v.Chr. op schrift gesteld. Dat betekent dat zij een millennium lang alleen mondeling zijn overgedragen. Speciale leden van de brahmanen, pandits, hadden de taak de verzen uit het hoofd te leren. De vedische recitatie maakt gebruik van mnemonische technieken als het metrum en de standaardformuleringen om het uit het hoofd leren te vergemakkelijken en door dit muzikale beginsel was het mogelijk een werk intact te houden. Doordat er meer nadruk lag op de praxis dan op het geloof, is er meer sprake van orthopraxie dan orthodoxie.
De orale traditie werd in stand gehouden omdat de Veda's niet voor iedereen toegankelijk waren en daarom pas na lange tijd op schrift werden gesteld. Stammen en brahmanen daarbinnen waren veelal niet bereid om hun kennis te delen met buitenstaanders. Die traditie had tot gevolg dat bij Vedische scholen die hun aanhang verloren, ook hun recensies (shakha's) verloren gingen. Dit gold ook toen teksten op schrift werden gesteld, aangezien nog lang gebruikgemaakt werd van palmbladmanuscripten, die vergankelijk van aard waren en afhankelijk waren van kopiisten. Zo verdwenen veel shakha's en veel van de diversiteit daarvan. Dit werd versterkt door de canonisering onder de Kuru's waarbij de klassieke shrauta-rituelen gevormd werden.
Hoewel een deel van de composities op schrift is overgeleverd, zijn de Veda's in essentie dus orale literatuur. Hoewel de Veda's wel als heilig boeken worden beschreven, is boek een verkeerde vertaling van mandala, wat staat voor cirkel of cyclus.
De filosofie dat de Veda's gehoord zijn, is van later datum. Ten tijde van de compositie waren de namen van de auteurs welbekend. Dat zij gehoord zijn (shruti) werd pas later bedacht door de school van Purva Mimamsa.:xv

### Structuur
De opbouw van de familieboeken van de Rigveda is zo dat het aantal hymnen toeneemt per mandala, waarbij elke mandala begint met de invocatie van Agni, Indra en andere goden waarbij het aantal hymnen per god steeds afneemt en de hymnen zelf ook steeds korter worden. Verder neemt ook het aantal lettergreepen steeds af volgens het Vedische metrum. Als de auteur, de godheid en het metrum bekend zijn, is zo duidelijk waar de hymne zich bevindt binnen de Rigveda. Afwijkingen daarvan zijn latere toevoegingen.

### Naamgeving
De Rigveda, Yajoerveda en Samaveda noemden zichzelf niet zo. Deze namen komen in geen enkele Samhita voor en ook niet in de vroege Brahmana's. Pas in een later deel van de Aitareya-Brahmana en de jongere delen van de Satapatha-Brahmana worden deze namen genoemd.

## Indeling
Alle vier Veda's bevatten een verzameling hymnen (Samhita's), een gedeelte dat de exegese van rituelen beschrijft (de Brahmana's), een beschrijving van religieuze riten en voorschriften (de soetra's) en een serie filosofische verhandelingen (de Upanishads en Aryanka's).
In de Veda's vonden de ritvij, de oude Indische priesters, de benodigde spreuken, hymnen, formules, en dergelijke voor religieuze plechtigheden. In totaal waren er vier priesters nodig bij een dienst: de roeper, de zanger, de celebrant en de opperpriester. Daarom zijn er ook vier Veda's, een voor elke priesterlijke functie.
De vier Veda's zijn:
- de Rigveda, de Veda van de verzen (rig) bestaat uit 1028 hymnen, elk opgebouwd uit verzen die veel invocaties bevatten die vragen om aardse zaken als een lang leven, rijkdom, zonen, vee en overwinningen in de strijd. Verder worden er mythes, rites en vele vraagstukken in behandeld. De Rigveda is de basis voor de andere Veda's
- de Samaveda, de Rigveda in zangvorm, al zijn de gebruikte melodieën ouder
- de Yajoerveda, de Veda van de rituelen, grotendeels gebaseerd op de Rigveda, maar dan als mantra's, aangevuld met proza dat de rituele betekenis van de mantra's beschrijft
- de Atharvaveda, de Veda van Atharvan met magische formules voor rituelen, waaronder het vuuroffer

Indelingen uit de Vedische tijd waren nog niet uitgekristalliseerd en gingen soms van drie delen (trayt) uit, zonder de Atharvaveda, en soms van vier delen (Chaturveda). Dit laatste volgde uit de reformatie van de rituelen door de Kuru's. Pas rond de tijd van Panini, de Pali-canon en Patanjali was er sprake van een canon dat op de uiteindelijke vorm begon te lijken. Pas in de Middeleeuwen werden volledigere lijsten van Vedische werken en scholen opgesteld, zoals de Prapañcahṛdaya.
|             |               |                         | Veda's:80-81                        | Veda's:80-81                                           | Veda's:80-81                                | Veda's:80-81                             | | Het gebied tijdens de laat-vedische periode |
|             |               | Shakha (Recensio)       | Samhita                             | Brahmana                                               | Aranyaka                                    | Upanishad                                | Shrautasoetra | Het gebied tijdens de laat-vedische periode |
| Rigveda     | Rigveda       | Sakala                  | Rigveda-Samhita ca. 1200 v.Chr.     | Aitareya-Brahmana ca. 800 v.Chr.                       | Aitareya-Aranyaka                           | Aitareya-Upanishad                       | Asvalayana-Shrautasoetra | Het gebied tijdens de laat-vedische periode |
| Rigveda     | Rigveda       | Vaskala                 | Rigveda-Samhita ca. 1200 v.Chr.     | Kaushitaki-Brahmana of Sankhayana-Brahmana             | Kaushitaki-Aranyaka of Sankhayana-Aranyaka  | Kaushitaki-Upanishad                     | Sankhyana-Shrautasoetra ca. 500 v.Chr. | Het gebied tijdens de laat-vedische periode |
| Samaveda    | Samaveda      | Ranayaniya - Kauthuma   | Samaveda-Samhita                    | Panchavimsha-Brahmana ca. 800 v.Chr. Sadvimsa-Brahmana |                                             | Chandogya-Upanishad                      | Latyayana-Shrautasoetra Drahyayana-Shrautasoetra | Het gebied tijdens de laat-vedische periode |
| Samaveda    | Samaveda      | Jaiminiya of Talavakara | Samaveda-Samhita                    | Jaiminiya-Brahmana                                     | Kena-Upanishad Jaiminiya-Upanishad-Brahmana | Jaiminiya-Shrautasoetra                  | | Het gebied tijdens de laat-vedische periode |
| Yajoerveda  | Krsna (Zwart) | Taittiriya              | Taittiriya-Samhita ca. 900 v.Chr.   | Taittiriya-Brahmana                                    | Taittiriya-Aranyaka                         | Taittiriya-Upanishad                     | Baudhayana-Shrautasoetra ca. 600 v.Chr. Vadhula-Shrautasoetra ca. 600 v.Chr. Bharadvaja-Shrautasoetra Apastamba-Shrautasoetra Hiranyakesin-Shrautasoetra Vaikhanasa-Shrautasoetra | Het gebied tijdens de laat-vedische periode |
| Yajoerveda  | Krsna (Zwart) | Kathaka                 | Katha-Samhita ca. 900 v.Chr.        | Katha-Brahmana                                         | Katha-Aranyaka                              | Katha-Upanishad                          | Kathaka-Shrautasoetra | Het gebied tijdens de laat-vedische periode |
| Yajoerveda  | Krsna (Zwart) | Maitrayani              | Maitrayani-Samhita ca. 900 v.Chr.   |                                                        |                                             | Maitri-Upanishad                         | Manava-Shrautasoetra Varaha-Shrautasoetra | Het gebied tijdens de laat-vedische periode |
| Yajoerveda  | Sukla (Wit)   |                         | Vajasaneyi-Samhita ca. 700 v.Chr.   | Satapatha-Brahmana ca. 700 v.Chr.                      |                                             | Isa-Upanishad Brhadaranyaka-Upanishad    | Katyayana-Shrautasoetra ca. 300 v.Chr. | Het gebied tijdens de laat-vedische periode |
| Atharvaveda | Atharvaveda   | Saunaka Paippalada      | Atharvaveda-Samhita ca. 1000 v.Chr. | Gopatha-Brahmana                                       |                                             | Mundaka-Upanishad Mandukya-Upanishad ... | Vaitana-Shrautasoetra | Het gebied tijdens de laat-vedische periode |

Er zijn daarnaast ook nog sub-Veda's, zoals de Ayurveda, die over de geneeskunst gaat, de Gandharva Veda, die de muziek met raga's weergeeft, de Sthapatya Veda, die gaat over oerprincipes voor bouwkunst van woningen in meerdere verdiepingen en steden. Deze sub-Veda's hebben geen religieuze inhoud.
De Veda's bevatten geen complete mythologie. De hindoeïstische mythologie werd pas ten volle vastgelegd in de Purana's en heldendichten als de Mahabharata en Ramayana. Deze teksten zijn enkele eeuwen na de Veda's ontstaan en opgeschreven.
De oudst overgeleverde teksten zijn niet noodzakelijk ook de eerst gecomponeerde teksten. Zo lijken boeken 2 tot en met 7 van de Rigveda-Samhita ouder dan de andere vier boeken of mandala's. De Veda's hadden niet een enkele auteur, ze zijn geleidelijk samengesteld uit eerder door mondelinge overlevering doorgegeven hymnen en verhandelingen. De oudste zes zijn de familieboeken, aangezien deze worden toegeschreven aan families van rishi's, zoals Gritsamada voor het grootste deel van boek 2, Vishvamitra voor het grootste deel van boek 3, Vamadeva voor het grootste deel van boek 4, Atri voor boek 5, Bharadvaja voor boek 6 en Vasishtha voor boek 7.
Elk boek kent een eigen patroon van hymnen en uit afwijkingen van dat patroon is af te leiden wat latere toevoegingen zijn. Deze kunnen wel eerder gecomponeerd zijn, net als andersom, wat de keuze zal zijn geweest van de uiteindelijke samenstellers van de geschreven versies. Die versies verschilden met de verschillende families van brahmana's. Hieruit vormden zich verschillende vedische scholen (charana's) met elk een eigen recensio (shakha), waarbij de Yajoerveda veruit de meeste shakha's kende, al zijn de meeste daarvan niet overgeleverd.

## Oorsprongsgebied
Voor veel shakha's is een regio aan te wijzen waarin deze domineerde aan de hand van de ontwikkeling die het vedisch Sanskriet maakte na de Rigveda. Dit post-rigvedisch Sanskriet werd waarschijnlijk beïnvloed door nieuwe migraties van over de Indus, waar de Bharata en later de Kuru vroege voorbeelden van waren. Aan de hand van deze verschillen Het vedisch Sanskriet is door Michael Witzel diachronisch in vijf fasen onderverdeeld::121-127
1. De taal van de Rigveda
2. De mantra-taal, waarin onder andere de Atharvaveda, de Khilani, de Samaveda en de Yajoerveda zijn geschreven
3. De taal van de Samhita-proza. Ook het laatste deel van de Yajoerveda is in deze periode geschreven
4. De taal van de Brahmana's
5. De soetra-taal waarin het grootste deel van de shrauta- en grihyasoetra's en een deel van de Upanishads werd geschreven

### Rigveda
Aan de hand van de in de Rigveda genoemde rivieren is het oorsprongsgebied vast te stellen van de oudste teksten uit de vroeg-vedische periode. De noordwestelijke rivieren Kubhā (Kabul), Krumu (Kurram) en Gomatiī (Gomal) liggen in Oost-Afghanistan en Pakistan. De zeven rivieren in de Punjab liggen in het midden, waarna er een beweging oostwaarts is waar te nemen naar de Yamunā (Yamuna) en de Gaṅgā (Ganges) in een late tekst, het gebied van de Kuru's en Panchala uit de latere midden-vedische periode en Koshala en Videha in de laat-vedische periode. De Taittiriya en Jaiminiya hadden hun oorsprong in Panchala, maar kregen grote invloed in het zuiden. Hoewel het negatief bewijs is, volgt uit het niet genoemd worden van de tijger en rijst, dat de oostelijkere gebieden waarschijnlijk onbekend waren.
De meest noordelijke rivier die genoemd wordt, is de Rasā die uit de himavant (Himalaya) naar de Indus stroomt. De oceaan was bekend, maar het meest zuidelijke bewoonde punt was waarschijnlijk de Bolanpas waar de Bhalanas zich hadden gevestigd.
| Boek, clan          | Gebied                                  | Laatstgenoemde koning                 | Periode:3                                                                                    | Verspreiding van de Vedische cultuur in de vroege Vedische periode, tijdens het ontstaan van de Rigveda (1500-1100 v.Chr.). De pijlen geven de richting van de latere verspreiding aan |
| 1                   |                                         |                                       | 1-66 en 1.51-191 middel-rigvedische periode 1500-1350 v.Chr. 1.1-50 late rigvedische periode | Verspreiding van de Vedische cultuur in de vroege Vedische periode, tijdens het ontstaan van de Rigveda (1500-1100 v.Chr.). De pijlen geven de richting van de latere verspreiding aan |
| 2 Gritsamada        | Noordwesten, Punjab                     | Divodasa (Bharata)                    | Mogelijk vroege rigvedische periode 1700-1500 v.Chr.                                         | Verspreiding van de Vedische cultuur in de vroege Vedische periode, tijdens het ontstaan van de Rigveda (1500-1100 v.Chr.). De pijlen geven de richting van de latere verspreiding aan |
| 3 Vishvamitra       | Punjab, Sarasvati                       | Sudas (Bharata)                       | Middel-rigvedische periode 1500-1350 v.Chr.                                                  | Verspreiding van de Vedische cultuur in de vroege Vedische periode, tijdens het ontstaan van de Rigveda (1500-1100 v.Chr.). De pijlen geven de richting van de latere verspreiding aan |
| 4 Vamadeva          | Noordwesten, Punjab                     | Trasadasyu (Puru), Divodasa (Bharata) | Vroege rigvedische periode 1700-1500 v.Chr.                                                  | Verspreiding van de Vedische cultuur in de vroege Vedische periode, tijdens het ontstaan van de Rigveda (1500-1100 v.Chr.). De pijlen geven de richting van de latere verspreiding aan |
| 5 Atri              | Noordwesten → Punjab → Yamuna           | Trikshi (Puru)                        | Vroege rigvedische periode 1700-1500 v.Chr.                                                  | Verspreiding van de Vedische cultuur in de vroege Vedische periode, tijdens het ontstaan van de Rigveda (1500-1100 v.Chr.). De pijlen geven de richting van de latere verspreiding aan |
| 6 Bharadvaja        | Noordwesten, Punjab, Sarasvati → Ganges | Trikshi (Puru)                        | Vroege rigvedische periode 1700-1500 v.Chr.                                                  | Verspreiding van de Vedische cultuur in de vroege Vedische periode, tijdens het ontstaan van de Rigveda (1500-1100 v.Chr.). De pijlen geven de richting van de latere verspreiding aan |
| 7 Vasishtha         | Punjab, Sarasvati → Yamuna              | Sudas (Bharata)                       | Middel-rigvedische periode 1500-1350 v.Chr. 8.67-103 late rigvedische periode                | Verspreiding van de Vedische cultuur in de vroege Vedische periode, tijdens het ontstaan van de Rigveda (1500-1100 v.Chr.). De pijlen geven de richting van de latere verspreiding aan |
| 8 Kanva en Angirasa | Noordwesten, Punjab                     | Trikshi (Puru), etc.                  | Middel-rigvedische periode 1500-1350 v.Chr. 8.67-103 late rigvedische periode                | Verspreiding van de Vedische cultuur in de vroege Vedische periode, tijdens het ontstaan van de Rigveda (1500-1100 v.Chr.). De pijlen geven de richting van de latere verspreiding aan |
| 9 Somahymnen        | Overgenomen van oudere verzamelingen    | Overgenomen van oudere verzamelingen  | Overgenomen van oudere verzamelingen                                                         | Verspreiding van de Vedische cultuur in de vroege Vedische periode, tijdens het ontstaan van de Rigveda (1500-1100 v.Chr.). De pijlen geven de richting van de latere verspreiding aan |
| 10                  |                                         |                                       | Late rigvedische periode                                                                     | Verspreiding van de Vedische cultuur in de vroege Vedische periode, tijdens het ontstaan van de Rigveda (1500-1100 v.Chr.). De pijlen geven de richting van de latere verspreiding aan |

### Atharvavedaen de mantra's van deYajoerveda
|                                        | West                                                                    | Centraal | Oost                                  | Zuid               |
| -------------------------------------- | ----------------------------------------------------------------------- | --- | ------------------------------------- | ------------------ |
| 1 Rigveda                              | Rigveda-Samhita                                                         | |                                       |                    |
| 2 andere samhita's (mantra-taal)       | Rigveda-Khila Atharvaveda-Samhita (Paippalada-Samhita) Samaveda-Samhita | Atharvaveda-Samhita Zwarte Yajoerveda: Taittiriya-Samhita Katha-Samhita | Vajasaneyi-Samhita                    |                    |
| 2 andere samhita's (mantra-taal)       | Maitrayani-Samhita (zwarte Yajoerveda)                                  | Atharvaveda-Samhita Zwarte Yajoerveda: Taittiriya-Samhita Katha-Samhita | Vajasaneyi-Samhita                    |                    |
| 3 Yajoerveda-Samhita-proza             |                                                                         | |                                       |                    |
| 4 Brahmana's, Aranyaka's en Upanishads | Aitareya-Brahmana Sadvimsha-Brahmana Katha-Aranyaka                     | Taittiriya-Brahmana Kaushitaki-Brahmana Shatapatha-Brahmana, Kanva-recensio Vadhula-Brahmana (Anvakhyana) Shankhayana-Aranyaka Taittiriya-Aranyaka Baudhayana-Shrautasoetra | Aitareya-Brahmana Shatapatha-Brahmana | Jaiminiya-Brahmana |
| 4 Brahmana's, Aranyaka's en Upanishads | Aitareya-Brahmana Sadvimsha-Brahmana Katha-Aranyaka                     | Upanishads |                                       | Jaiminiya-Brahmana |
| 5 late vedische soetra's               |                                                                         | Baudhayana-Shrautasoetra Apastamba-Dharmasoetra Apastamba-Shrautasoetra Hiranyakeshi-Shrautasoetra Kaushika-Soetra                                                          | Katyayana-Shrautasoetra               |                    |
| 5 late vedische soetra's               | Grihyasoetra's Nirukta                                                  | |                                       |                    |

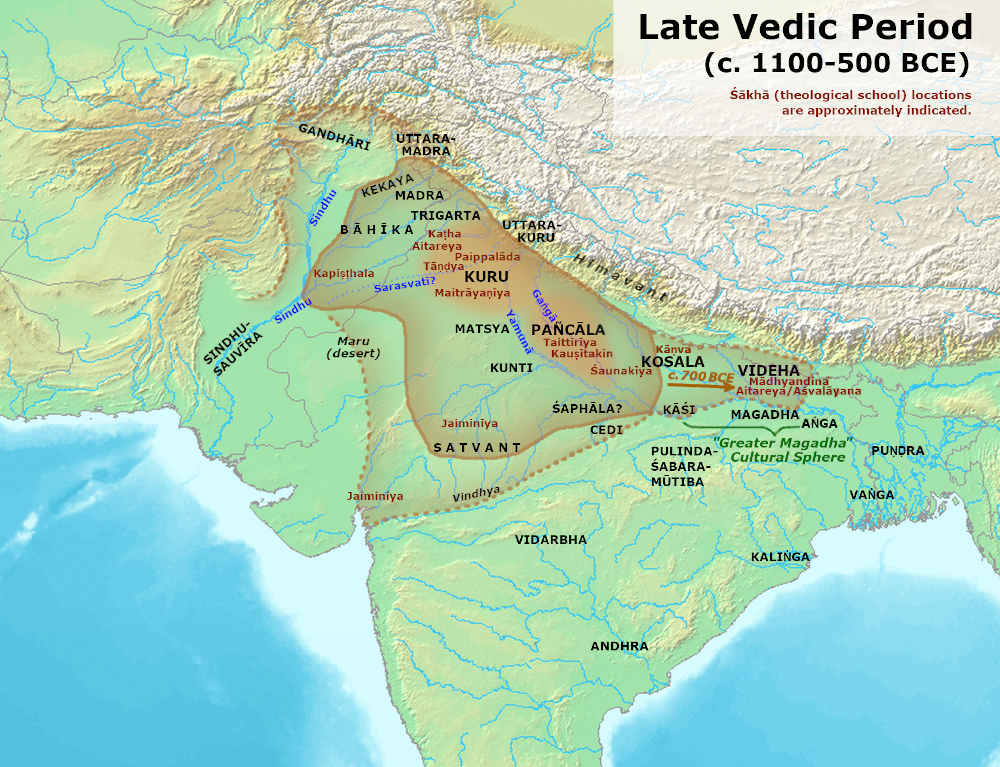
Late vedische periode

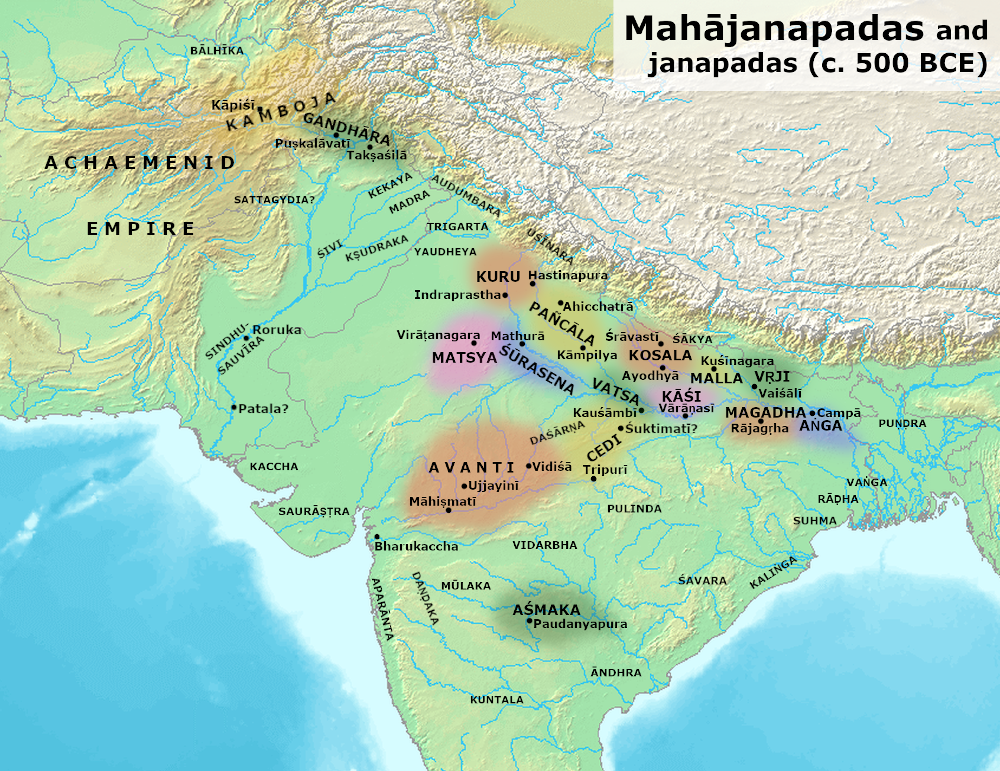
De mahajanapada's aan het einde van de Vedische tijd

De volgende fase is te vinden in de Atharvaveda en de mantra's van de Yajoerveda. Hier is het centrum verschoven naar het oosten, naar Madhyadesha, het middenland, ongeveer het moderne Haryana en Uttar Pradesh. Veel van de ongeveer 50 clans uit de vorige periode waren onderdeel geworden van de superstam Kuru-Panchala.
De grenzen worden aangegeven door de clans die onafhankelijk waren gebleven, de Kashi en Anga in het oosten, de Magadha in het zuidoosten, Gandhari en de Mahavrsas in het noordwesten en de Bahlikas daar nog voorbij. De noordelijke grens wordt nog steeds gevormd door de Himalaya, waar de Kirata verbleven. In deze teksten worden de tijger en rijst voor het eerst vermeld.

### Yajoerveda-Samhita's
Van de Yajoerveda zijn meerdere Samhita's overgeleverd, waaronder de Maitrayani-Samhita, Katha-Samhita, Kapisthala-Samhita en Taittiriya-Samhita.
Ook in de Maitrayani-Samhita is de Himalaya de noordelijke grens. De andere grenzen worden niet duidelijk genoemd, maar indirect is afgeleid dat in het westen de woestijn de grens was en in het oosten Panchala. Dat komt overeen met het gebied van de Kuru's, de dominante clan, maar die trokken net als de Bharatas, Ikshvaku, Matsya, Usinaras, Vasa, Salva en Satvanta rond in dit gebied.
Het gebied van de Katha-Samhita en de sterk gelijkende Kapisthala-Samhita is westelijker gelegen. De Himalaya is af te leiden uit de mate van regenval en de westelijke stromingsrichting van de rivieren die genoemd worden. Dat zou het gebied van deze shakha in de oostelijke Punjab brengen, het heilige land Kurukshetra tussen de Beas en de Yamuna, de Tharwoestijn en de Himalaya, grenzend aan de Kuru-Panchala. Ook de zuidelijker wonende Nishada worden genoemd.
De oorsprong van de Taittiriya-Samhita ligt in de buurt van Kurukshetra, aangezien er pelgrimstochten werden ondernomen naar de daar gelegen Sarasvati. Dit gebied zou de westelijke grens vormen, terwijl de Himalaya de noordelijke grens vormde. Videha was de uiterste oostelijke en Nishada de uiterste zuidelijke grens, maar waarschijnlijk lag het kerngebied meer naar het centrum.

### Brahmana'senUpanishads
De Brahmana's en Upanishads vormden de volgende fase in de vorming van de Veda's. De Aranyaka's voegen weinig nieuws toe aan de Brahmana's.
De Aitareya-Brahmana bestaat uit twee delen, pancikas 1-5 en pancikas 6-8 die een verschillende oorsprong hebben. Uit de westelijke stroomrichting van de rivieren is af te leiden dat het gebied van het eerste deel vergelijkbaar is met dat van de Katha's, al situeren de noordwestelijke winden het iets westelijker dan Kurukshetra. Het tweede deel is oostelijker gesitueerd, in het middenland van Kuru-Panchala. Er was ook meer bekend over de buitenwereld, aangezien ook niet-Indo-Arische volken genoemd worden. Voor het eerst in de Veda's wordt hier ook het concept van maharadja genoemd.
De Kausitaki-Brahmana is net als de Taittiriya-Samhita systematischer, maar ook korter dan de andere teksten, waarmee er minder aanwijzingen zijn om de locatie van samenstelling te bepalen. Dit lijkt in het middenland te hebben plaatsgevonden.
De Jaiminiya-Brahmana is mogelijk gebaseerd op de verloren gegane Satyayani-Brahmana uit het middenland om daarna in het zuidwesten verder geredigeerd te worden in een gebied dat in het zuiden grenst aan de Narbada, in het oosten aan de Ken, in het noorden aan de benedenloop van de Chambal en de Tharwoestijn en in het westen door de Arabische Zee.
Ook de Pancavimsa-Brahmana en de Satapatha-Brahmana zijn zeer bondig met weinig aanwijzingen om het oorsprongsgebied te vinden, maar dit lijkt voor de Pancavimsa-Brahmana het heilige land Kurukshetra te zijn geweest, of in ieder geval daar niet ver vandaan. Van de Madhyandina-shakha van de Satapatha-Brahmana lijken de eerste vijf hoofdstukken of kanda een oostelijkere oorsprong te hebben dan kanda 6-10 en verhalen meer over het middenland. De Kanva-shakha heeft mogelijk zijn uiteindelijke redactie in Panchala of Koshala gehad. De latere kanda's van beide shakha's hebben een oostelijker oorsprong in Koshala en Videha.
De Brihadaranyaka-Upanishad was een van de laatste teksten van de Kanva-shakha en beslaat dan ook een groot deel van het dan bekende gebied, met de nadruk op Videha.

## Culturele invloeden
De Veda's zijn grotendeels geschreven in Vedisch Sanskriet dat werd gesproken door Indo-Ariërs die waarschijnlijk gemigreerd zijn vanuit Azië. Zoals elke migratie ging ook deze gepaard met acculturatie en zo bevat de Rigveda 300 niet-Indo-Europese woorden. De andere talen zijn onder meer Proto-Munda of Munda, Dravidisch, Tibeto-Birmaans en enkele isolaten. Daarnaast bestaat een deel uit een uitgestorven niet-Indo-Europese taal. Mogelijk was dit de taal van het archeologisch complex Bactrië-Margiana (BMAC), de Oxuscultuur.:49-50
De wisselwerking met andere talen droeg ertoe bij dat er Indo-Arische dialecten ontstonden die steeds meer afweken van de mondelinge traditie van de Veda's. De wisselwerking maakte dat enerzijds de Indo-Ariërs een indianisering ondervonden en de inheemse volken een arianisering en op taalkundig vlak een sanskritisering. De sanskritisering maakte een opwaartste sociale mobiliteit mogelijk van inheemse volken onder Indo-Arisch gezag.

## Verhaal
Naast de invocaties , mythes, rites, vraagstukken, mantra's en rituelen wordt er in de Rigveda ook verhaald over de lotgevallen van zo'n zes generaties van 50 stammen (jana) die behoorden tot vijf volken (mogelijk pancha-janah), de Yadu, Turvasha, Anu, Druhyu en Puru. De eerste vier worden echter nauwelijks genoemd en de hoofdrol is weggelegd voor de aan de Puru gerelateerde Bharata die kort daarvoor in de Punjab waren gearriveerd.
Een belangrijke rol speelt de Slag van de Tien Koningen aan de Parushni, de Ravi. Aan de ene kant stond Sudās die zowel een Tritsu als een Bharata werd genoemd. Mogelijk waren deze dezelfde, maar een andere mogelijkheid is dat de Tritsu een koninklijke familie waren van de stam Bharata. Dit was een kleine stam, maar met de komst van priester (purohita) Vasishtha zouden deze aan kracht hebben gewonnen.
De Tritsu kwamen tegen een alliantie te staan van tien stammen, zowel arya als inheemse stammen (dasà), aangevoerd door de Puru en bijgestaan door Vishvamitra die eerder purohita van Sudas was geweest. De Tritsu wisten de overwinning te behalen, wat te danken zou zijn aan het aanroepen van de goden Indra en Varuna en de offers (yajna) die aan hen gebracht werden, al werden de goden ook wel aangeroepen door dasà, wat wijst op enige vorm van acculturatie.
De Bharata domineerden daarna de andere stammen, maar de opvolgers van Sudas deden daarbij waarschijnlijk wel pogingen om op vriendschappelijker voet te komen, wat er mogelijk toe heeft geleid dat er in latere versies van de Rigveda niet alleen hymnen van de Bharata staan. Dat zou het geval kunnen zijn bij de composities van de Kanva die afwijken van het oudere werk.
De Bharata zouden daarna oostelijker richting de Yamuna zijn getrokken. Aan het einde van de Rigveda komen de Kuru's uit Kurukshetra in beeld. Zij zouden de 50 stammen verenigen tot een enkele superstam en de laatste hymne van de Rigveda, RV 10.191, roept dan ook op tot eenheid. De Kuru's zouden de Rigveda ook redigeren tot een versie die dicht bij de overgeleverde versies ligt.
De Kuru's woonden in het heilige land Kurukshetra en worden veel genoemd in de Paippalada-Samhita, onderdeel van hun shakha van de Atharvaveda, en in de overgeleverde samhita's van de Yajoerveda. Ze komen ook voor in de Saunakiya-Samhita, onderdeel van de shakha van de Atharvaveda van de Pancala. De Pancala woonden oostelijk van de Kuru's, met wie zij een verbond aangingen. Het middenland Madhyadesha werd met Kurukshetra het belangrijkste gebied en de Kuru's gaven shrauta-rituelen met mantra's kregen een belangrijke rol, waarmee ook het belang van de brahmanen toenam, terwijl hun macht die van de goden in toom hield. De sociale stratificatie nam sterk toe waarbij sociale klassen strikte varna's werden. Die veranderingen bleken van groot belang en een deel daarvan zijn tot in moderne tijden van belang gebleven.

## Henotheïsme of monotheïsme?
Vooral de latere Veda's zijn monistisch. De invloedrijke westerse Indiakundige Max Müller noemde ze henotheïstisch. Daarmee bedoelde hij het geloof in meerdere goden, waarvan een enkele aanbeden wordt en als superieur gezien wordt. Hij twijfelde of hij het niet toch als monotheïstisch moest benoemen, aangezien sommige verzen op monotheïsme leken te wijzen.
De meeste hindoes beroepen zich voor hun monotheïstische visie o.a. op het vers: Aan wat een is, geven de wijzen vele namen. Ze noemen het Agni, Yama, Matarisvan (Rigveda, 1.164.46). Ze geloven dat dit aangeeft dat met de verschillende goden verschillende aspecten van één God bedoeld worden.

## Interpretatie
De Veda's zijn geschreven in een zeer oude vorm van Sanskriet. Woorden kunnen hierin een groot aantal betekenissen hebben. Hierdoor zijn er veel verschillende interpretaties van één tekst mogelijk. Soms lijkt dat ook de bedoeling, maar vaak ook niet. Zo lazen voorstanders van de Arische invasietheorie in een bepaald vers dat een Arische god-koning een irrigatiesysteem vernielt van de donkergekleurde dasa's. In dezelfde tekst kan ook een uitleg van de waterkringloop gezien worden.
Zo is er een traditie ontstaan van commentaren. De Brahmana's, letterlijk commentaren, zijn hier de vroegste vorm van. Middeleeuwse commentaren op de Veda's zijn geschreven door onder andere Sayana en Mahidhara. Recentere commentaren zijn opgesteld door Sanskrietdeskundige Swami Dayanand, die de Arya Samaj oprichtte. Er zijn ook Engelse vertalingen door westerse indologen zoals Max Müller, Horace Wilson en Ralph Griffith die zich soms baseren op de middeleeuwse commentaren. Veel hindoes hebben kritiek op deze vertalingen en wijzen erop dat zij in de koloniale periode werkten en betaald werden door christelijke missionarissen.